# 蕭規
蕭規，五代十国南汉官员。
南汉高祖在位时，曾经派劉瑭出使杨吴，派郑翱出使取代杨吴的南唐。大有十五年（942年），南汉高祖驾崩，其子南汉殇帝即位。改元光大。殇帝为了延续和南唐的通好，在光天元年（942年），派萧規到南唐告高祖之哀。萧規在南唐颇得使臣之礼。两个月后，南汉又派公孫惠出使。